# Georgia Skovgaard (væver)
 Der er flere personer med dette navn, se Georgia Skovgaard.
Georgia Skovgaard, gift Jensen (11. januar 1893 i København – 1. juli 1973 sammesteds) var en dansk væver af gobeliner.
Hun var datter af maleren Joakim Skovgaard og Agnete født Lange og voksede op i et af tidens førende kunstnerhjem, hvor stort set alle familiemedlemmer var sysselsat med kunst eller kunsthåndværk. Hun fik især en uddannelse inden for sidstnævnte og specialiserede sig tidligt i gobelinvæveri, som havde oplevet en renæssance, idet genopførelsen af Frederiksborg Slot og Christiansborg Slot samt opførelsen af Københavns Rådhus afstedkom efterspørgsel på kunstnerisk udsmykning.
Efter tegninger af faderen Joakim udførte Georgia Skovgaard gobelinerne Fugle og græskar (1916) og Kat og sommerfugl (1919). Hendes største opgave var hendes deltagelse i udførelsen af seks billedtæpper med folkevisemotiver til Dronningesalen på Christiansborg (1920-26). Sidstnævnte år fik hun Hirschsprungs Legat.
Skovgaard giftede sig 3. august 1928 i København med gårdejer Jens Jensen (8. april 1895 i Rørbæk, Gislum Herred – død 1955), søn af husmand Søren Jensen (Böes) og Ane Sørine Frederikke Frederiksen. 
Hun er begravet på Ubberup Kirkegård.